# Джон Лільберн
Джон Лільберн (англ. John Lilburne, 1613—1657) — лідер соціального руху левелерів, який розпочався в 1647 році і був придушений у 1649 році армією уряду Великої Британії. У соціально-економічній сфері левелери вимагали знищення торгових монополій і патентів, зниження податків, скасування церковної десятини, повернення селянам огородженої землі. Левелери твердо підтримували принцип недоторканності приватної власності і виступали проти ліквідації дворянського землеволодіння. У жовтні — на початку листопада 1647 року, на конференції в Патні, була зроблена спроба примирити суперечності (протиріччя) і виробити компроміс між левелерами та індепендентами. Підняті левелерами у травні та вересні 1649 року, солдатські повстання були придушені. Під тиском репресій з боку уряду рух левелерів почав слабшати і згодом розпався на окремі групи. Також Лільберн виступав проти єпископської церкви та ратував за надання прав і свобод населенню.
Джон Лільберн, який походив із дрібнопомісних дворян, був ідейним лідером партії левелерів. Він написав багато політичних памфлетів, у яких різко критикував існуючий лад і висував власні політичні вимоги. Після неодноразових арештів за політичну діяльність, у липні 1645 року Лільберна було відправлено до тюрми за опубліковану брошуру «Лист до товариша», де він вперше виклав низку положень власної політичної програми. У тюрмі він написав новий памфлет «Виправдання природного права Англії», де в загальних рисах описав майже всі основні положення політичної доктрини вождя левелерів.
У середині жовтня 1645 року Лільберна звільнено з тюрми, але менше, ніж за рік знову заарештовано за звинуваченням в образі палати лордів.
Лорди наклали на «бунтівника» величезний штраф, а також винесли вирок про ув'язнення на сім років до Тауера і позбавлення права обіймати державні посади протягом усього його життя.

## Праця
Принципи природного права Лільберн сформулював своєрідно. Він збільшив кількість невідчужуваних природних прав, включивши в них багато демократичних прав і свобод, зокрема свободу думки, слова, друку, зборів, право подання петицій, свободу від свавільних арештів, принцип законності. До природних прав Лільберн відносив навіть інститут присяжних у суді, а також право кожного громадянина на участь в управлінні державою.
З договірної теорії походження держави Лільберн дійшов також висновку про суверенітет народу. На цій підставі він висунув цілу низку вимог:
- про право народу на повстання проти антинародної влади;
- про ліквідацію будь-якого майнового цензу при виборах до парламенту (однак позбавляв права голосу жінок і слуг);
- про право народу не тільки обирати, а й відкликати своїх депутатів:
- про свободу віросповідання і виборність священнослужителів.

Лільберн один із перших висунув ідею поділу влади на законодавчу і виконавчу, але при цьому передбачав необхідність підзвітності виконавчої влади парламенту (однопалатному, без палати лордів).
У питаннях кримінального права він вважав за потрібне дотримувати такого принципу: немає злочину і не повинно бути покарання без відповідного кримінального закону (nullum crimen nulla poena sine lega). Лільберн обстоював формальну рівність усіх перед законом. «Усі громадяни рівні перед законом і однаково відповідальні перед ним». Окремо він зауважував, що казнокрадів треба вішати там, де їх схоплять за крадіжку.
Слід зауважити, що «зрівняння», яке обстоювали левелери, не торкалося приватної власності, а обмежувалося тільки сферою політичних прав. «Парламент, — наголошував Лільберн, — не має права зрівнювати майновий стан людей, руйнувати власність або робити всі речі спільними». Він вважав несправедливою назву їхньої партії «зрівнювачі», намагався довести, що він противник майнової рівності.
Таким чином, на відміну від індепендентів левелери намагались рішучіше і послідовніше просувати демократичні принципи.